# World Without Tears
World Without Tears är ett musikalbum av Lucinda Williams som utgavs 2003 av bolaget Lost Highway Records. Albumet som blev mycket väl mottaget nominerades till två Grammys, dock utan att vinna. Flera kritiker pekade på att det var musikens utformning snarare än Williams texter som var albumets stora behållning. Det snittar på 87/100 på den sammanställande recensionssidan Metacritic, vilket indikerar "universellt erkännande".

## Låtlista
1. "Fruits of My Labor" – 4:41
2. "Righteously" – 4:36
3. "Ventura" – 4:37
4. "Real Live Bleeding Fingers and Broken Guitar Strings" – 4:40
5. "Overtime" – 3:52
6. "Those Three Days" – 4:53
7. "Atonement" – 5:47
8. "Sweet Side" – 3:34
9. "Minneapolis" – 4:03
10. "People Talkin'" – 5:05
11. "American Dream" – 4:30
12. "World Without Tears" – 4:11
13. "Words Fell" – 4:11

## Listplaceringar
- Billboard 200, USA: #18[2]
- UK Albums Chart, Storbritannien: #48[3]
- Nederländerna: #81[4]
- VG-lista, Norge: #24[5]
- Topplistan, Sverige: #24[6]